# Croton spruceanus
Espèce
Croton spruceanus est une espèce de plantes à fleurs du genre Croton et de la famille des Euphorbiaceae, présente du Venezuela (Amazonas) jusqu'au nord du Brésil.
Il a pour synonyme :
- Oxydectes spruceana, (Benth.) Kuntze